# Kurija Klokovec
Kurija Klokovec je rimokatolička građevina u mjestu Klokovec općini Krapinske Toplice,  zaštićeno kulturno dobro.

## Opis
Kurija u Klokovcu se nalazi na malo povišenom položaju iznad doline Kosteljine nalazi kurija koja je nekad pripadala obiteljima Ožegović, Friedberg i Miletić. Pretpostavlja se da je sagrađena u prvoj polovici 19. st. Obnovljena je krajem 20. stoljeća.

## Zaštita
Pod oznakom RZG-0113-1969. zavedena je kao nepokretno kulturno dobro – pojedinačno, pravnog statusa zaštićena kulturnog dobra, klasificirano kao "sakralna graditeljska baština".